# Беккельн
Беккельн (нем. Beckeln) — община в Германии, в земле Нижняя Саксония.
Входит в состав района Ольденбург. Подчиняется управлению Харпштедт. Население составляет 824 человека (на 31 декабря 2010 года). Занимает площадь 33,42 км².
Коммуна подразделяется на 4 сельских округа.
| Год  | Население |
| ---- | --------- |
| 1990 | 775       |
| 1995 | 814       |
| 2000 | 810       |
| 2005 | 861       |
| 2010 | 827       |